# Aurel Pădureanu
Aurel Pădureanu (n. 7 august 1950, București, România) este un interpret de muzică lăutărească din România, de etnie romă.
A fost căsătorit cu Cornelia Catanga. Cuplul a avut un fiu, Alexandru.